# Глола
Глола (груз. გლოლა) — село в Грузии, на территории Онского муниципалитета края (мхаре) Рача-Лечхуми и Нижняя Сванетия.

## География
Село находится в северной части Грузии, на берегах реки Чанчахи, на расстоянии приблизительно 17 километров (по прямой) к северо-востоку от города Они, административного центра муниципалитета. Абсолютная высота — 1305 метров над уровнем моря.

## Население
По результатам официальной переписи населения 2014 года, в Глоле проживало 279 человек (134 мужчины и 145 женщин). В национальной структуре населения грузины составляли 99,3 %, осетины — 0,7 %.
| Год  | Население, человек |
| ---- | ------------------ |
| 2002 | 385                |
| 2014 | ↘ 279              |